# Clinocera lunata
Clinocera lunata är en tvåvingeart som beskrevs av Wagner, Leese och Arne Panesar 2004. Clinocera lunata ingår i släktet Clinocera och familjen dansflugor. Inga underarter finns listade i Catalogue of Life.